# Kendari
Kendari – miasto w Indonezji na wyspie Celebes nad morzem Banda; ośrodek administracyjny prowincji Celebes Południowo-Wschodni; powierzchnia 295,89 km²; 235 tys. mieszkańców (2005).
Ośrodek drobnego przemysłu i rzemiosła ludowego (gł. wyroby z miejscowych gatunków drewna). W mieście znajduje się uniwersytet (Universitas Halu Oleo, zał. 1981).
W czasie II wojny światowej ważna baza morska i lotnicza, zajęta przez Japończyków 24 stycznia 1942 r.